# Ligne de tramway 9 (SNCV Groupe de la Côte)
La ligne 9 Furnes - Ostdunkerque est une ancienne ligne de tramway vicinal de la Société nationale des chemins de fer vicinaux (SNCV) qui reliait Furnes à Ostdunkerque entre 1930 et 1941.

## Histoire
8 juin 1930 : mise en service en traction électrique sous l'indice 9 entre la gare de Furnes et Ostdunkerque Bains (capital 2), section Furnes Gare - Coxyde Village commune avec la ligne 7 Furnes - Coxyde (capital 2), électrification de la section Coxyde Village - Ostdunkerque Village de la ligne 348 Ostende - Furnes (capital 2) et nouvelle section entre Ostdunkerque Village et Ostdunkerque Bains (capital 2) ; exploitation par la Société pour l'Exploitation des Lignes Vicinales d'Ostende et des Plages Belges (SELVOP),.
1941 : suppression des lignes 7 Furnes - Coxyde, 9 Furnes - Ostdunkerque et 348 Ostende - Furnes à la suite de l'agrandissement de la base aérienne de Coxyde par l'occupant allemand qui a entrainé la suppression d'une grande partie de la route entre Coxyde Village et Furnes et le démontage des voies l'empruntant,. Les lignes 7 et 9 seront remplacées par une ligne d'autobus après-guerre, la ligne d'autobus Ostende - La Panne remplacera complètement le tramway 348.
Vers 1945-1950, un service d'autobus va être mis en service en remplacement de la ligne.

## Infrastructure

### Dépôts et stations
Nom : (gare) : quand le dépôt ou la station est accolé ou proche d'une gare.
Type : D : dépôt , S : station , Sf : si la station sert de gare douanière à la frontière , Sp : si la station est établie dans un bâtiment privé le plus souvent un café ou plus rarement une habitation privée.
| Illustration | Nom           | Type | Commune | Localisation                | État          | Remarques |
| ------------ | ------------- | ---- | ------- | --------------------------- | ------------- | --------- |
|              | Furnes (gare) | D    | Furnes  | 51° 04′ 22″ N, 2° 40′ 30″ E | Hors service. |           |

## Exploitation

### Horaires
Tableaux : 348 (1931), n° de tableau partagé par les lignes 7 Furnes - Coxyde, 9 Furnes - Ostdunkerque, 21 Adinkerque - La Panne et 348 Ostende - Furnes.